# NGC 6283
NGC 6283 (również PGC 59386 lub UGC 10652) – galaktyka spiralna (S), znajdująca się w gwiazdozbiorze Herkulesa. Odkrył ją William Herschel 13 kwietnia 1788 roku.